# جورج صوايا
جورج صَوَايا (1299 - 1379 ه‍ / 1882 - 1959 م) هو شاعر وصحفي وطبيب لبناني في الأرجنتين. وألف ديوانين هما «همس الشاعر» و«الأوراق المتساقطة» وكتاب «المناهج الطبية لاتقاء الأمراض الافرنجية». وأصدر في الأرجنتين صحيفتي «يقظة العرب» في 1919 وجريدة «الإصلاح» في 1928 والتي استمر في إصدارها لسنة 1936. وقد درس الطب في الكلية البروتستانتية السورية وتخرج طبيبا من جامعة ماريلاند. مارس الطب في الأرجنتين لكنه تركه للتفرغ للصحافة والأدب. ويطغى موضوع «المناسبات» على جزء مهم من شعره وكتب أيضا الشعر الوجداني والتأملي. واهتم بالمعنى على حساب الشكل فلم يتقيد بقواعد النحو وبأوزان العروض.

## النشأة والمسيرة
ولد جورج صوايا في قرية كفرحاتا في الكورة شمالي لبنان. ونشأ في لبنان حيث درس الطب في الكلية البروتستانتية السورية (حاليا: الجامعة الأمريكية في بيروت) وثم هاجر إلى نيويورك وواصل دراسته ليتخرج طبيبا من جامعة ماريلاند. ثم هاجر إلى الأرجنتين في 1911. ودرس الطب مرة أخرى في الأرجنتين ليتحصل على رخصة ممارسة المهنة هناك. فمارس الطب في بوينس آيرس لكنه تركه للعمل في الصحافة والأدب. وأصدر مع نسيم خوري الذي كان طالبا في جامعة هارفارد جريدة «سوريا الجديدة» في الولايات المتحدة. وأسس أيضا في الأرجنتين جريدتي «يقظة العرب» في 1919 وجريدة «الإصلاح» في 1928 والتي حولها إلى مجلة استمرت في الصدور لسنة 1936. وأسس في 1918 «الحزب الوطني العربي» في بيونس آيرس. وكان أحد قادة الجالية اللبنانية في الأرجنتين وكان يخطب الخطب الحماسية بالعربية والفرنسية والإنجليزية والإسبانية.
أصدر ديوان «همس الشاعر» - في 1929 في بيونس آيرس و«الأوراق المتساقطة». وألف أيضا كتاب «المناهج الطبية لاتقاء الأمراض الافرنجية». ونشر اثنتي عشرة قصيدة من تأليفه في جريدة «الإصلاح» منذ تأسيسها لغاية سنة 1935 وهي «يا نفسي» و«همسة شاعر» و«جئت للعلياء أستنفركم» و«أسمعينا غير ذا النغم» و«نجوى الكتاب» و«فئة الأباة» و«وليلة قد أسدلت سحبها» و«نسير والمثل الأعلى محجتنا» و«أدب الأديان عندي واحد» و«وهل يباع إباء الحر بالذهب» و«خلق المرء كي يكون صريحًا». وكتب مقالات أدبية في جريدة «القرن العشرين» التي أصدرها لبيب الرياشي في بوينس آيرس في 1911. وكتب مقالات متنوعة في «الإصلاح» واحدة منها عن أدب المهجر وأخرى عن جبران خليل جبران. وترجم إلى العربية مسرحيتين هما «شريعة الأبناء» وهي مأساة ذات ثلاثة فصول لخاسينتو بينافينتي نشرها في أعداد متعاقبة من «الإصلاح» وجمعها ونشرها في كتاب أصدره في بوينس آيرس في 1931 و«الأرلزيانة» وهي مأساة ذات ثلاثة فصول لألفونس دوديه صدرت في أعداد متتالية في نفس الجريدة وطبعها في كتاب في بوينس آيرس في 1933.
يغلب موضوع «المناسبات» على جزء كبير من قصائده مثلما فعل بعض شعراء المهجر الآخرين وفيها تغنوا بالأعياد والمناسبات القومية وحفلات الوداع واللقاء. وتطرق أيضا للشعر الوجداني والتأملي. واهتم الشاعر بالمعنى على حساب الشكل إذ لم يتقيد بأوزان العروض والقواعد النحوية. وقد زار لبنان في 1950، وتوفي في توكومان في الأرجنتين في 1959.

## أعماله
- همس الشاعر، بوينس آيرس - 1929 (ديوان)
- الأوراق المتساقطة (ديوان)
- المناهج الطبية لاتقاء الأمراض الافرنجية

### قصائد
- 12 قصيدة في جريدة «الإصلاح»:

- يا نفسي
- همسة شاعر
- جئت للعلياء أستنفركم
- أسمعينا غير ذا النغم
- نجوى الكتاب
- فئة الأباة
- وليلة قد أسدلت سحبها
- نسير والمثل الأعلى
- محجتنا
- أدب الأديان عندي واحد
- وهل يباع إباء الحر بالذهب
- خلق المرء كي يكون صريحًا